# Parideae
Parideae, es una tribu de plantas herbáceas perteneciente a la familia Melanthiaceae.
Trillium, Paris, y Pseudotrillium constituyen las Parideae, otra tribu fácil de reconocer. Estos tres géneros tienen hojas verticiladas con venación palmada, reticulada, flores solitarias con el perianto diferenciado en cáliz y corola, y cápsulas carnosas o bayas, todas probables sinapomorfías. El set haploide de cromosomas en estos tres géneros consiste en 5 grandes cromosomas, y esta condición puede ser una sinapomorfía adicional.

## Géneros
- Daiswa - Kinugasa - Paris - Pseudotrillium - Scoliopus - Trillidium - Trillium